# Nikola Gruevski
Nikola Gruevski (tiếng Macedonia: Никола Груевски), sinh ngày 31 tháng 8 năm 1970 tại thành phố Skopje, Nam Tư - nay là nước Bắc Macedonia, là một chính trị gia của Macedonia. Ông hiện đang là đương kim thủ tướng của Cộng hòa Macedonia từ ngày 27 tháng 8 năm 2006 và đồng thời giữ chức chủ tịch đảng VMRO-DPMNE (Tổ chức Cách mạng Quốc gia Macedonia - Đảng Dân chủ vì Liên minh Quốc gia) từ tháng 5 năm 2003. Ông cùng từng giữ chức vụ bộ trưởng tài chính dưới chính phủ của tổng thống Ljubco Georgievski cho đến tháng 9 năm 2002. Từ năm 2018, Gruevski là một kẻ đào tẩu.
Vào tháng 5 năm 2018, ông bị kết án hai năm tù vì tội tham nhũng. Vào tháng 11 năm 2018, ông được lệnh phải chấp hành bản án của mình nhưng không nhận phòng với chính quyền và thay vào đó trốn sang Hungary, nơi ông tìm kiếm và được cấp tị nạn chính trị.

## Đời sống cá nhân
Sinh ra ở Skopje vào năm 1970, Gruevski được nuôi dưỡng trong một gia đình không có đặc quyền cũng không nghèo.Cha ông làm việc trong đồ nội thất và thiết kế và mẹ ông là một y tá.Sau khi cha mẹ ly dị, anh được mẹ nuôi dưỡng.Tuy nhiên, ở tuổi lên bốn, cô đã đi làm việc ở Libya, giống như hàng ngàn công dân Nam Tư khác, và đưa anh ta theo cô.Sau khi trở về, Gruevski hoàn thành giáo dục tiểu học và trung học ở Skopje.Tốt nghiệp Khoa Kinh tế trường St.Clement của Đại học Ohrid ở Bitola vào năm 1994 (nơi ông tham gia vào nhà hát nghiệp dư và quyền Anh), ông bước vào lĩnh vực tài chính non trẻ, và là người đầu tiên giao dịch trên thị trường chứng khoán của Skopje.Trong năm 1995, ông làm giám đốc bộ phận trong Multigroup sở hữu Balkanbank, và trở thành người triển lãm cho đến năm 1998.Năm 1996, ông cũng có bằng cấp cho thị trường vốn quốc tế từ Một Viện Chứng khoán Luân Đôn.Gruevski thành lập Hiệp hội Môi giới Macedonia vào năm 1998 và thực hiện giao dịch đầu tiên trên Sàn giao dịch chứng khoán Macedonia.